# Oedistoma
Oedistoma és un gènere d'ocells de la família dels melanocarítids (Melanocharitidae). És endèmic de Nova Guinea. El gènere conté dues espècies, totes dues de vegades col·locades en el gènere Toxorhamphus.

## Taxonomia
Segons la Classificació del Congrés Ornitològic Internacional (versió 15.1, 2025) aquest gènere està format per dues espècies:
- Oedistoma iliolophus - picabaies becut pitgrís.
- Oedistoma pygmaeum - picabaies becut menut.